# حكيم سيد ظل الرحمن
حكيم سيد ظل الرحمن هو عالم هندي في الطب العربي اليوناني. أسس أكاديمية ابن سينا للطب والعلوم العصور الوسطى في عام 2000. كان قد شغل سابقًا منصب أستاذ ورئيس قسم علم الأمراض في كلية أجمل خان الطبية، جامعة عليكرة الإسلامية، عليكرة، لأكثر من 40 عامًا قبل تقاعده كعميد كلية الطب اليوناني. بعد تقاعده، بدأ العمل في جامعة أم القرى بصفته "أمين الصندوق الفخري". في عام 2006، منحته حكومة الهند جائزة بادما شري لمساهمته في الطب اليوناني.

## حياته المهنية
بدأ رحمن مسيرته المهنية في عام 1961 كمحاضر في كلية أجمل خان تيبيا، جامعة عليكرة الإسلامية . ثم أصبح محاضرًا في جامعة جاميا تيبيا، دلهي ، حيث أصبح قارئًا في عام 1973 وأستاذًا في عام 1983. وظل رئيسًا لقسم علم الأمراض لمدة 18 عامًا وعميدًا لكلية الطب اليوناني بجامعة عليكرة الإسلامية .  

## فهرس
ألَّف 72 كتابًا 

## المكتبة
- أنشأ مكتبة وأرشيفاً في ستينيات القرن العشرين، وأصبحت جزءاً من لجنة شفاء الملك الحكيم عبد اللطيف التذكارية في عام 1970. بعد إنشاء أكاديمية ابن سينا للطب والعلوم في العصور الوسطى في عام 2000، أصبحت هذه المكتبة (مكتبة حكيم ظل الرحمن) [6] والمتحف (متحف حكيم كرم حسين لتاريخ الطب والعلوم ومتحف حكيم فضل الرحمن للفنون والثقافة والاستشراق) الآن جزءًا من الأكاديمية. تضم المكتبة في الوقت الحاضر مجموعة من 35000 كتاب مطبوع، و1500 مخطوطة ، [7] [8]

## الجوائز والأوسمة
تم تعيين عبد الرحمن أستاذاً زائراً فخرياً في جامعة هامدارد في عام 1997 وحصل على درجة الدكتوراه الفخرية في الآداب في حفل التخرج في عام 2013.
- جائزة الأكاديمية الأيورفيدية والتبية، حكومة ولاية أوتار براديش ، لكناو ، 1968.
- جائزة الأكاديمية الأردية ، حكومة ولاية أوتار براديش ، لكناو ، 1974.
- جائزة الأكاديمية الأردية، حكومة ولاية أوتار براديش ، لكناو ، 1978.
- جائزة الأكاديمية الأردية، حكومة ولاية أوتار براديش ، لكناو ، 1993.
- شهادة شرف للمساهمة المتميزة في اللغة الفارسية، (جائزة رئيس الهند في يوم الاستقلال، 15 أغسطس 1995).
- مستشار قصير الأجل لمنظمة الصحة العالمية في منطقة جنوب شرق آسيا لتطوير الطب اليوناني في بنغلاديش، 1996.
- درع مؤسسة شفاء ملك حكيم حبيب الرحمن التذكاري، دكا ، بنجلاديش ، 1996.
- أستاذ زائر، جامعة همدارد ، كراتشي ، باكستان ، 1997.
- جائزة امتياز مير، أكاديمية مير الهندية، لكناو ، 1997.
- مجلس تصنيع الأدوية الباكستاني، باكستان ، 1997.
- منح اللقب: المفكر التأملي والباحث، مجلة الصدى القاسمي، كراتشي ، باكستان، 1997.
- جائزة الأكاديمية الأردية، حكومة ولاية أوتار براديش ، لكناو ، 1998.
- محاضرة حكيم سعيد التذكارية، مؤسسة همدارد، جامعة همدارد ، كراتشي ، 2004
- معهد الطب البديل، كراتشي ، باكستان، 2004
- جائزة بادما شري من حكومة الهند ، 2006.
- جائزة ابن سينا ، مؤتمر الطب اليوناني في عموم الهند، 2009
- جائزة مولانا آزاد الوطنية، مؤسسة ملي التعليمية ولجنة التعليم الأردية لعموم الهند، 2009
- تهنئة من كلية عزام تيبيا، حيدر أباد، السند ، باكستان ، 2004؛ كلية البنجاب تيبيا، جهانج ، باكستان ، 1997؛ كلية أجمل طيبة، روالبندي، باكستان ، 1997؛ كلية آر ميموريال تيبيا، لاهور ، باكستان ، 1997؛ كلية أنجومان حماية الإسلام تيبيا، لاهور 1997، 2004 و 2008
- جائزة حكيم أحمد أشرف التذكارية العالمية - مُنحت في عام 2009 من قبل جمعية حكيم أحمد أشرف التذكارية (مسجلة)، حيدر أباد .
- د.ليت. (مع مرتبة الشرف) جائزة جامعة همدارد ، كراتشي، باكستان، 2013.
- جائزة ياش بهارتي ، حكومة أوتار براديش ، 2015
- جائزة حكيم أحمد أشرف التذكارية للإنجاز مدى الحياة، من جمعية حكيم أحمد أشرف التذكارية (حكومة مسجلة) في عام 2016، حيدر أباد تيلانجانا.
- جائزة نواب صديق حسن خان ، أكاديمية ماديا براديش الأردية، حكومة ماديا براديش ، 2018
- جائزة الشيخ زايد الدولية الأولى للطب التقليدي التكميلي 2020 في فئة الطب اليوناني

## طالع أيضًا
- مصادر أعمال جالينوس
- مؤلفات قسطا بن لوقا
- أعمال عن ابن سينا
- أعمال عن روفوس الأفسسي
- عين الحياة لمحمد بن يوسف الهروي
- مكتبة حكيم سيد ظل الرحمن
- حكيم أجمل خان
- مؤسسة الحكيم حبيب الرحمن
- دواخانة شفاء الأمراز
- حكيم عبد العزيز
- قائمة الكتاب الهنود
- سيد ضياء الرحمن ، الابن
- حكيم سيد كرم حسين الجد

## قراءة إضافية
- بوبال كا مايا ناز سابوت: بادما شري حكيم سيد ظل الرحمن، بقلم كوثر صديقي (بوبال)، كاروان أدب، يناير – مارس 2011، ص. 10 – 16.
- حكيم سيد ظل الرحمن – حياة وخدمة، آيك جيزة، سواد حرف (الطبعة الأولى 2011)، تأليف د. مختار شميم، بوبال، ص. 112 – 127.
- حكيم سيد ظل الرحمن – إيك معلى (دراسة) للدكتور فخر علم، أكاديمية ابن سينا، عليكرة، 2010؛(ردمك 978-93-8061-003-0) .
- حكيم سيد ظل الرحمن – حياة وخدمة (سيرة ذاتية ضخمة)، إد. د. حسن عباس (جامعة باناراس الهندوسية) ود. عبد اللطيف (جامعة عليكرة الإسلامية)، مركز تحقيقات فارسية وأردية، سيوان (بيهار)، 2005، صفحة 604.
- المسلمون في الهند، محرر راتنا ساهي، وزارة الشؤون الخارجية، حكومة. الهند، نيودلهي.
- كتيب حفل التنصيب، وزارة تنمية الموارد البشرية، إدارة التعليم، نيودلهي، 10 أغسطس 1996.
- حكيم سيد ظل الرحمن إيك ممتاز أور ياجانا سيفات تيبي خصوصيات بقلم بشير ظفر، أسرار حكمت، رقم خاص، لاهور، 1970.
- الأستاذ حكيم سيد ظل الرحمن، بقلم الدكتور رئيس أحمد نعماني، قومي عواظ، 4 ديسمبر 1995، نيودلهي ورحمومي سيهات، فيصل آباد، باكستان، أبريل 1998، ص. 9 – 15.
- حكيم سيد ظل الرحمن – شخسية أور فان بقلم حكيم شفقت عزمي، رهنوما سيهات، فيصل أباد، باكستان، يناير 1998.
- مفكّر ومحقق طب يوناني – البروفيسور ظل الرحمن كا تاريخي تاروف لحكيم محمد. قاسم صديقي، إجراءات صدى القاسمي، كراتشي، 1997.
- أيامي في عليكرة، سيرة ذاتية بقلم البروفيسور إم إن فاروقي، نائب رئيس جامعة عليكرة الميثودية السابق، عليكرة، 1995.
- حكيم سيد ظل الرحمن كي عظيم علمي كارنام بقلم السيد فاروق نافع من جامعة قائد عزام، إسلام أباد، تهزيبول أخلاق، لاهور، باكستان، أبريل 1997.
- كتيب خاص عن حفل اللقب، صدى القاسمي، كراتشي، باكستان، يوليو 1997.
- تذكار، كتاب "ماين تيبي أوناني" (الماضي والحاضر والمستقبل)، مؤتمر أوناني تيبي في عموم الهند، نيودلهي، 1993.
- داستاوايز، أكاديمية الأردية، الحكومة. جامعة أوتار براديش، لكناو، 1983.
- حكيم سيد ظل الرحمن – آيك علمي تخصصيات للبروفيسور نزار أحمد فاروقي، إدراك، جوبالبور، باكارجانج، سيوان (بيهار)، 213-216: رقم 3، 2003
- حكيم سيد ظل الرحمن – آيك مايا ناز شخصية للدكتور عبد اللطيف، إدراك، جوبالبور، باكارجانج، سيوان (بيهار)، 217-222: رقم 3، 2003
- حكيم سيد ظل الرحمن رقم، إدراك (5)، جوبالبور، باكارجانج، سيوان (بيهار)، 2005.
- أول "خطاب للأستاذ حكيم سيد ظل الرحمن" ألقاه الأستاذ حكيم عبد الحنان، عميد كلية الطب الشرقي، جامعة همدارد، كراتشي، في المؤتمر الدولي للطب التكاملي، كراتشي، باكستان، 24-26 نوفمبر 2008
- Tibb-e Unani main Urdu tarjume ki Rawayat aur Hakim Syed Zillur Rahman – aik tanqeedi aur tajziati Muttala بقلم حكيم فخر علم، Uni-Med – Kulliyat 2007، المجلد 3، رقم 1: 2-11
- أكس خاما حكيم سيد ظل الرحمن، بقلم حكيم فخري عالم، عليكرة، 2008